# Terra Nova do Norte
thumb
Terra Nova do Norte este un oraș în Mato Grosso (MT), Brazilia.